# Arab Cup of Ice Hockey
Der Arab Cup of Ice Hockey ist ein von der Arabischen Eishockey-Föderation ausgerichtetes Turnier für Eishockeynationalmannschaften aus der Arabischen Welt, das ursprünglich jährlich stattfinden sollte. Nach der ersten Austragung 2008 in  Abu Dhabi scheiterten aber vorerst weitere Ausgaben, stattdessen wurde zwischen 2010 und 2016 im Zweijahresrhythmus eine Eishockeymeisterschaft des Golfes durchgeführt. 2023 erfolgte ein Neustart in Kuwait City.

## Geschichte
Nachdem seit Ende der 1990er-Jahre das Interesse am Eishockey in den arabischen Staaten zunahm und Nationalmannschaften in Marokko, Kuwait, Algerien und den Vereinigten Arabischen Emiraten gegründet wurden, entschlossen sich diese vier Länder zur Gründung des Arab Cup of Ice Hockey, um die Entwicklung der Wettbewerbsfähigkeit in diesen Ländern zu fördern.
Der zweite Arab Cup of Ice Hockey sollte im Jahr 2009 in der kuwaitischen Hauptstadt Kuwait City stattfinden. Aufgrund der Gründung der Arab Ice Hockey Federation und der Aufnahme von zwei weiteren Mitgliedern im Anschluss an das Vorjahresturnier kam es zu organisatorischen Schwierigkeiten und die nächste Austragung wurde zunächst auf 2010 verschoben und letztlich abgesagt.
Als Ersatz für das Turnier gründeten die Nationalmannschaften von Kuwait und den Vereinigten Arabischen Emiraten im Jahr 2010 die Eishockeymeisterschaft des Golfes, in der sie auf die Mannschaften von Saudi-Arabien und Oman trafen, später auch von Katar und Bahrein. Nachdem sich die Vereinigten Arabischen Emiraten und später auch Kuwait jedoch im regulären WM-System etablierten, und mit dem IIHF Challenge Cup of Asia eine attraktive Alternative etabliert wurde, lief auch dieses Turnier aus.
2023 erfolgte ein Neustart in Kuwait City, wobei neben dem Gastgeber ausschließlich Teams teilnahmen, die entweder keine offizielle Nationalmannschaft haben oder jedenfalls nicht am WM-System teilnehmen.

## Austragung 2008
Der Arab Cup of Ice Hockey 2008 war die erste Austragung des Wettbewerbs und fand vom 16. bis 20. Juni 2008 in Abu Dhabi, der Hauptstadt der Vereinigten Arabischen Emirate, statt. Gespielt wurde im 1.200 Zuschauer fassenden Abu Dhabi Ice Rink. Jede der vier Mannschaften bestritt zusammen mit der Finalrunde fünf Spiele.
Der Gastgeber Vereinigte Arabische Emirate ging als Sieger des Turniers hervor. Mit elf Scorerpunkten, darunter vier Tore, in fünf Spielen wurde der Algerier Harond Litim zum wertvollsten Spieler des Turniers gewählt.

### Vorrunde
| 16. Juni 2008 | Kuwait | 8:2 (2:1, 2:0, 4:1) | Algerien | Ice Rink, Abu Dhabi Zuschauer: nicht bekannt |

| 16. Juni 2008 | Vereinigte Arabische Emirate | 9:0 (4:0, 3:0, 2:0) | Marokko | Ice Rink, Abu Dhabi Zuschauer: nicht bekannt |

| 17. Juni 2008 | Kuwait | 6:3 (2:1, 2:1, 2:1) | Marokko | Ice Rink, Abu Dhabi Zuschauer: nicht bekannt |

| 17. Juni 2008 | Vereinigte Arabische Emirate | 6:2 (1:0, 4:2, 1:0) | Algerien | Ice Rink, Abu Dhabi Zuschauer: nicht bekannt |

| 18. Juni 2008 | Marokko | 9:6 (5:0, 2:3, 2:3) | Algerien | Ice Rink, Abu Dhabi Zuschauer: nicht bekannt |

| 18. Juni 2008 | Vereinigte Arabische Emirate | 4:3 n. P. (0:1, 0:1, 2:0, 0:0, 2:1) | Kuwait | Ice Rink, Abu Dhabi Zuschauer: nicht bekannt |

| Pl. |                              | Sp | S | OTS | OTN | N | Tore  | Punkte |
| --- | ---------------------------- | -- | - | --- | --- | - | ----- | ------ |
| 1.  | Vereinigte Arabische Emirate | 3  | 2 | 1   | 0   | 0 | 19:05 | 6      |
| 2.  | Kuwait                       | 3  | 2 | 0   | 1   | 0 | 17:09 | 5      |
| 3.  | Marokko                      | 3  | 1 | 0   | 0   | 2 | 12:21 | 2      |
| 4.  | Algerien                     | 3  | 0 | 0   | 0   | 3 | 10:23 | 0      |

Abkürzungen: Pl. = Platz, Sp = Spiele, S = Siege, OTS = Siege nach Verlängerung (Overtime) oder Penaltyschießen, OTN = Niederlagen nach Verlängerung (Overtime) oder Penaltyschießen, N = Niederlagen

### Finalrunde
|  | Halbfinale | Halbfinale                   | Halbfinale |                  |  | Finale | Finale                       | Finale |
|  |            |                              |            |                  |  |        |                              |        |
|  |            |                              |            |                  |  |        |                              |        |
|  | 1          | Vereinigte Arabische Emirate | 10         |                  |  |        |                              |        |
|  | 4          | Algerien                     | 4          |                  |  | 1      | Vereinigte Arabische Emirate | 4      |
|  |            |                              |            |                  |  | 2      | Kuwait                       | 1      |
|  |            |                              |            |                  |  |        |                              |        |
|  |            |                              |            | Spiel um Platz 3 |  |        |                              |        |
|  | 2          | Kuwait                       | 9          |                  |  |        |                              |        |
|  | 3          | Marokko                      | 0          |                  |  | 3      | Marokko                      | 7      |
|  |            |                              |            |                  |  | 4      | Algerien                     | 5      |
|  |            |                              |            |                  |  |        |                              |        |

Halbfinale
| 19. Juni 2008 | Kuwait | 9:0 (3:0, 3:0, 3:0) | Marokko | Ice Rink, Abu Dhabi Zuschauer: nicht bekannt |

| 19. Juni 2008 | Vereinigte Arabische Emirate | 10:4 (4:1, 3:2, 3:1) | Algerien | Ice Rink, Abu Dhabi Zuschauer: nicht bekannt |

Spiel um Platz 3
| 20. Juni 2008 | Marokko | 7:5 (-:-, -:-, -:-) | Algerien | Ice Rink, Abu Dhabi Zuschauer: nicht bekannt |

Finale
| 20. Juni 2008 | Vereinigte Arabische Emirate | 4:1 (0:0, 3:0, 1:1) | Kuwait | Ice Rink, Abu Dhabi Zuschauer: nicht bekannt |

## Austragung 2023
Der Arab Cup of Ice Hockey 2023 war nach längerer Pause die zweite Austragung des Wettbewerbs und fand vom 7. bis 13. Mai 2023 in Kuwait City, der Hauptstadt von Kuwait, statt. Gespielt wurde im Kuwait Winter Games Club Ice Skating Rink. Jede der acht Mannschaften bestritt zusammen mit der Finalrunde fünf Spiele.
Neben Gastgeber Kuwait und einem der Teilnehmer von 2008, Algerien, nahmen mit Bahrain und dem Oman zwei Teams teil, die schon früher bei der Eishockeymeisterschaft des Golfes dabei waren, sowie der Libanon und Ägypten, die vorher bereits am Latam-Cup in den Vereinigten Staaten teilgenommen hatten, und Tunesien, das im Rahmen des Turniers seine offizielle Länderspielpremiere feierte. Saudi-Arabien wurde nicht durch das Nationalteam, sondern durch die Klubmannschaft der Jeddah Eagles vertreten.
Das Team des Libanon ging letztlich durch einen Finalsieg gegen den Gastgeber Kuwait als Sieger des Turniers hervor. Der Topscorer des Turniers war der für den Oman spielende Russe Artjom Sursow, der in fünf Spielen 23 Punkte erzielte. Der beste Torschütze war der für Kuwait auflaufende Ilja Drosdezkich mit 15 Treffern.

### Vorrunde
Gruppe A
| 7. Mai 2023 | Bahrain | 6:5 n. V. (0:2, 3:1, 2:2, 1:0) | Algerien | Kuwait Winter Games Club Ice Skating Rink, Kuwait City Zuschauer: 120 |

| 7. Mai 2023 | Kuwait | 11:4 (3:1, 6:1, 2:2) | Tunesien | Kuwait Winter Games Club Ice Skating Rink, Kuwait City Zuschauer: nicht bekannt |

| 8. Mai 2023 | Tunesien | 7:4 (1:1, 3:1, 3:2) | Algerien | Kuwait Winter Games Club Ice Skating Rink, Kuwait City Zuschauer: 110 |

| 8. Mai 2023 | Kuwait | 6:4 (1:2, 4:1, 1:1) | Bahrain | Kuwait Winter Games Club Ice Skating Rink, Kuwait City Zuschauer: 200 |

| 10. Mai 2023 | Tunesien | 2:7 (0:0, 0:4, 2:3) | Bahrain | Kuwait Winter Games Club Ice Skating Rink, Kuwait City Zuschauer: 150 |

| 10. Mai 2023 | Algerien | 2:6 (0:3, 2:1, 0:2) | Kuwait | Kuwait Winter Games Club Ice Skating Rink, Kuwait City Zuschauer: 200 |

| Pl. |          | Sp | S | OTS | OTN | N | Tore  | Punkte |
| --- | -------- | -- | - | --- | --- | - | ----- | ------ |
| 1.  | Kuwait   | 3  | 3 | 0   | 0   | 0 | 23:10 | 9      |
| 2.  | Bahrain  | 3  | 1 | 1   | 0   | 1 | 17:13 | 5      |
| 3.  | Tunesien | 3  | 1 | 0   | 0   | 2 | 13:22 | 3      |
| 4.  | Algerien | 3  | 0 | 0   | 1   | 2 | 11:19 | 1      |

Abkürzungen: Pl. = Platz, Sp = Spiele, S = Siege, OTS = Siege nach Verlängerung (Overtime) oder Penaltyschießen, OTN = Niederlagen nach Verlängerung (Overtime) oder Penaltyschießen, N = Niederlagen
Gruppe B
| 7. Mai 2023 | Oman | 9:4 (2:0, 3:2, 4:2) | Ägypten | Kuwait Winter Games Club Ice Skating Rink, Kuwait City Zuschauer: 100 |

| 7. Mai 2023 | Jeddah Eagles | 1:7 (0:2, 0:5, 1:0) | Libanon | Kuwait Winter Games Club Ice Skating Rink, Kuwait City Zuschauer: 150 |

| 8. Mai 2023 | Libanon | 7:0 (3:0, 2:0, 2:0) | Ägypten | Kuwait Winter Games Club Ice Skating Rink, Kuwait City Zuschauer: 100 |

| 8. Mai 2023 | Jeddah Eagles | 3:10 (0:5, 0:3, 3:2) | Oman | Kuwait Winter Games Club Ice Skating Rink, Kuwait City Zuschauer: 150 |

| 10. Mai 2023 | Libanon | 15:5 (2:1, 4:2, 9:2) | Oman | Kuwait Winter Games Club Ice Skating Rink, Kuwait City Zuschauer: nicht bekannt |

| 10. Mai 2023 | Ägypten | 7:0 (1:0, 2:0, 4:0) | Jeddah Eagles | Kuwait Winter Games Club Ice Skating Rink, Kuwait City Zuschauer: 120 |

| Pl. |               | Sp | S | OTS | OTN | N | Tore  | Punkte |
| --- | ------------- | -- | - | --- | --- | - | ----- | ------ |
| 1.  | Libanon       | 3  | 3 | 0   | 0   | 0 | 29:06 | 9      |
| 2.  | Oman          | 3  | 2 | 0   | 0   | 1 | 24:22 | 6      |
| 3.  | Ägypten       | 3  | 1 | 0   | 0   | 2 | 11:16 | 3      |
| 4.  | Jeddah Eagles | 3  | 0 | 0   | 0   | 3 | 04:24 | 0      |

Abkürzungen: Pl. = Platz, Sp = Spiele, S = Siege, OTS = Siege nach Verlängerung (Overtime) oder Penaltyschießen, OTN = Niederlagen nach Verlängerung (Overtime) oder Penaltyschießen, N = Niederlagen

### Finalrunde
Platzierungsspiele 5–8
| 11. Mai 2023 | Tunesien | 24:3 (8:1, 6:0, 10:2) | Jeddah Eagles | Kuwait Winter Games Club Ice Skating Rink, Kuwait City Zuschauer: 90 |

| 11. Mai 2023 | Ägypten | 3:8 (0:2, 2:5, 1:1) | Algerien | Kuwait Winter Games Club Ice Skating Rink, Kuwait City Zuschauer: nicht bekannt |

Halbfinale
| 11. Mai 2023 | Libanon | 8:1 (3:0, 2:0, 3:1) | Bahrain | Kuwait Winter Games Club Ice Skating Rink, Kuwait City Zuschauer: 160 |

| 11. Mai 2023 | Kuwait | 13:3 (5:0, 5:2, 3:1) | Oman | Kuwait Winter Games Club Ice Skating Rink, Kuwait City Zuschauer: 200 |

Spiel um Platz 7
| 13. Mai 2023 | Ägypten | 9:4 (2:2, 2:2, 5:0) | Jeddah Eagles | Kuwait Winter Games Club Ice Skating Rink, Kuwait City Zuschauer: 100 |

Spiel um Platz 5
| 13. Mai 2023 | Tunesien | 4:8 (1:5, 2:2, 1:1) | Algerien | Kuwait Winter Games Club Ice Skating Rink, Kuwait City Zuschauer: 120 |

Spiel um Platz 3
| 13. Mai 2023 | Bahrain | 3:6 (0:0, 1:4, 2:2) | Oman | Kuwait Winter Games Club Ice Skating Rink, Kuwait City Zuschauer: 130 |

Finale
| 13. Mai 2023 | Kuwait | 4:9 (3:3, 1:2, 0:4) | Libanon | Kuwait Winter Games Club Ice Skating Rink, Kuwait City Zuschauer: 350 |